# Sheading

Carte des sheadings de l’île de Man.

Un sheading est une subdivision territoriale de premier ordre de l’île de Man. Les six sheadings sont divisés en 24 districts dont quatre villes, quatre villages et seize paroisses.

## Étymologie
Le terme sheading semble venir d’un mot de norrois signifiant « division de vaisseau » ; chaque district de l’île était, selon toute vraisemblance, responsable de la production d’un certain nombre de vaisseaux de guerre. Une autre hypothèse tendrait à donner à sheading une origine celtique et signifierait « sixième part ».
Enfin, selon certains spécialistes, la forme du nom était shedding au XVIe siècle. Il s’agirait d’un terme dérivé de l’anglais shed (« cabane », « hangar »).